# Liste der Monuments historiques in Courcelles-sur-Viosne
Die Liste der Monuments historiques in Courcelles-sur-Viosne führt die Monuments historiques in der französischen Gemeinde Courcelles-sur-Viosne auf.

## Liste der Bauwerke
| Bezeichnung             | Beschreibung | Standort             | Kennzeichnung | Schutzstatus | Datum | Bild           |
| ----------------------- | ------------ | -------------------- | ------------- | ------------ | ----- | -------------- |
| Kirche St-Lucien        |              | (Lage)               | PA00080036    | Classé       | 1908  | weitere Bilder |
| Gallo-römischer Brunnen |              | Bois-Seigneur (Lage) | PA00080037    | Inscrit      | 1942  |                |

## Liste der Objekte

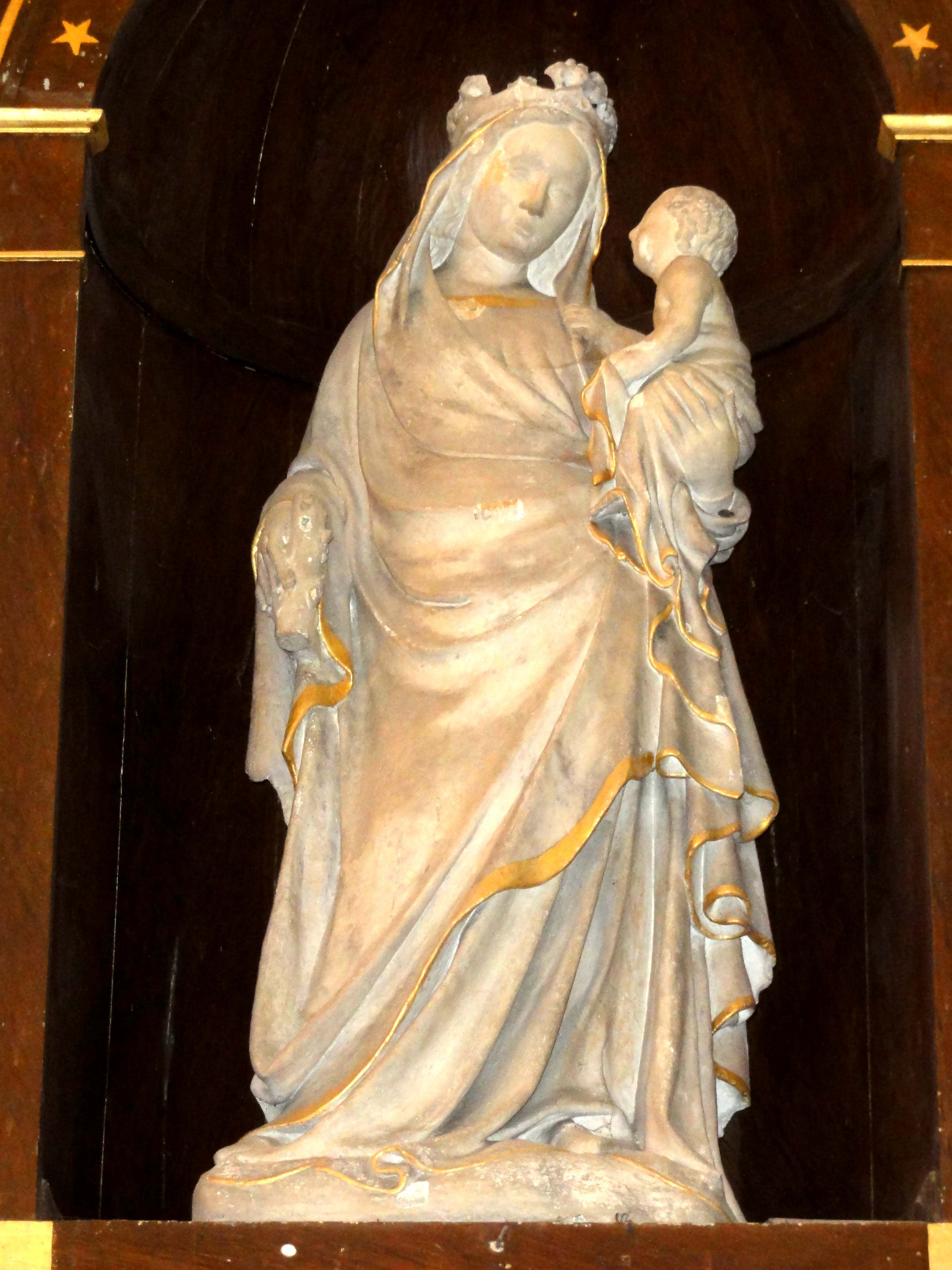
Skulptur Madonna mit Kind (15. Jahrhundert) in der Kirche St-Lucien

- Monuments historiques (Objekte) in Courcelles-sur-Viosne in der Base Palissy des französischen Kultusministeriums